# Lutzomyia cruzi
Lutzomyia cruzi är en tvåvingeart som först beskrevs av Mangabeira Fo O. 1938.  Lutzomyia cruzi ingår i släktet Lutzomyia och familjen fjärilsmyggor. Inga underarter finns listade i Catalogue of Life.